# Годфрі Коплі
Сер Годфрі Коплі, 2-ий баронет (англ. Sir Godfrey Copley, 2nd Baronet; пр. 1653 — 9 квітня 1709) — багатий англійський землевласник, колекціонер мистецьких творів, політик, найбільше відомий своєю пожертвою 100 фунтів стерлінгів Лондонському королівському товариству, членом якого він був (з 1691 року), для заснування медалі, якою нагороджувався б учений, чиї досліди отримали б найбільше схвалення товариства, задля покращення знань про природу. Медаль Коплі є найстарішою досі чинною науковою нагородою, попередницею Нобелівської премії.
Годфрі Коплі був членом парламенту Англії від Елдборо (1679—1685) та Тіска (1695—1709).
Годфрі Коплі мешкав у містечку Спротбро, яке тепер входить до складу Донкастера, що в Південному Йоркширі.